# 枝條狼綿鳚
枝條狼綿鳚，為輻鰭魚綱鱸形目绵鳚亞目绵鳚科的其中一種，分布於北太平洋區，包括阿拉斯加、阿留申群島、乞克丘海等海域，屬底棲性魚類，棲息深度在水深340至900公尺，本魚背鰭軟條94至105枚；臀鰭軟條83至90枚，體長可達51公分。

## 扩展阅读
維基物種上的相關：枝條狼綿鳚